# Kasumigaseki Building
Il Kasumigaseki Building (霞が関ビル?, Kasumigaseki Biru) è un grattacielo di Kasumigaseki, Chiyoda, Tokyo. Completato nel 1968, è stato il primo grattacielo moderno eretto in Giappone.

## Storia
Prima della costruzione del Kasumigaseki Building le leggi in vigore in Giappone imponevano la costruzione di edifici di un'altezza massima non superiore ai 31 m, per andare incontro alle normative in materia di sicurezza antisismica. Questo almeno fino al 1963, quando il limite sull'altezza fu abolito in favore di un limite basato sull'indice di occupazione del suolo.
L'edificio fu progettato dalla Yamashita Sekkei e completato il 18 aprile 1968 dopo sei anni di lavori. La sua costruzione fu affidata alla compagnia Kajima Construction. Con i suoi 147 m, il Kasumigaseki Building venne soprannominato al tempo dell'apertura la "torre gigante di cemento e acciaio" e la "città di 15.000 abitanti nel cielo".  
Nel 1998 un media di un milione di persone visitava ogni mese l'osservatorio posto al trentaseiesimo e ultimo piano dell'edificio.

## Uso
Il grattacielo ospita all'ottavo piano gli uffici dell'Asian Development Bank e dell'Asian Development Bank Institute. Al quindicesimo piano si trovano invece gli uffici della PricewaterhouseCoopers.
In passato la Mitsui Chemicals aveva la propria sede all'interno dell'edificio. Anche la compagnia aerea All Nippon Airways possedeva i propri uffici nella struttura, mentre la Nippon Cargo Airlines, quando iniziò nel 1978, svolgeva le proprie operazioni da una singola stanza messa a disposizione dalla stessa ANA.